# Neutra VDL Studio and Residences
Pour les articles homonymes, voir Richard Neutra, VDL et Studio.
La Maison de recherche VDL ou Neutra Research House ou Neutra VDL Studio and Residences ou Van der Leeuw House ou Richard et Dion Neutra VDL Research House II est une maison d’architecte expérimentale d'avant-garde, de style mouvement moderne et architecture californienne moderne, construite en 1932 (puis reconstruite en version VDL II en 1964) par l'architecte californien Richard Neutra (1892-1970) à Los Angeles en Californie aux États-Unis. Actuelle propriété de l'Université d'État polytechnique de Californie à Pomona, elle est classée au Registre national des lieux historiques depuis 2009, et National Historic Landmark depuis 2016.

## Historique
Originaire de Vienne en Autriche, et émigré aux États-Unis en 1923, Richard Neutra est invité en 1925 par son ami d'université Rudolf Schindler à rejoindre son projet Kings Road House d'Hollywood en Californie (une des premières villas modernes de l'histoire de l'architecture). Il crée son propre cabinet d'architecte à Los Angeles en 1926, obtient la nationalité américaine en 1929, et mène avec succès une importante carrière californienne, américaine, et internationale, en tant qu'important représentant des mouvements moderne et architecture californienne moderne, inspiré entre autres de Le Corbusier, Ludwig Mies van der Rohe, et de l'American way of life...

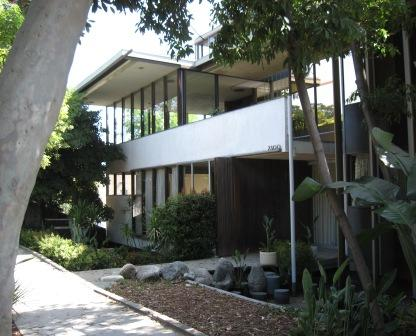
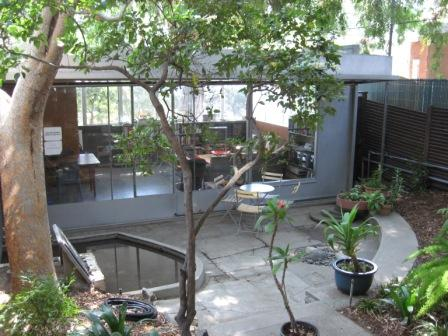
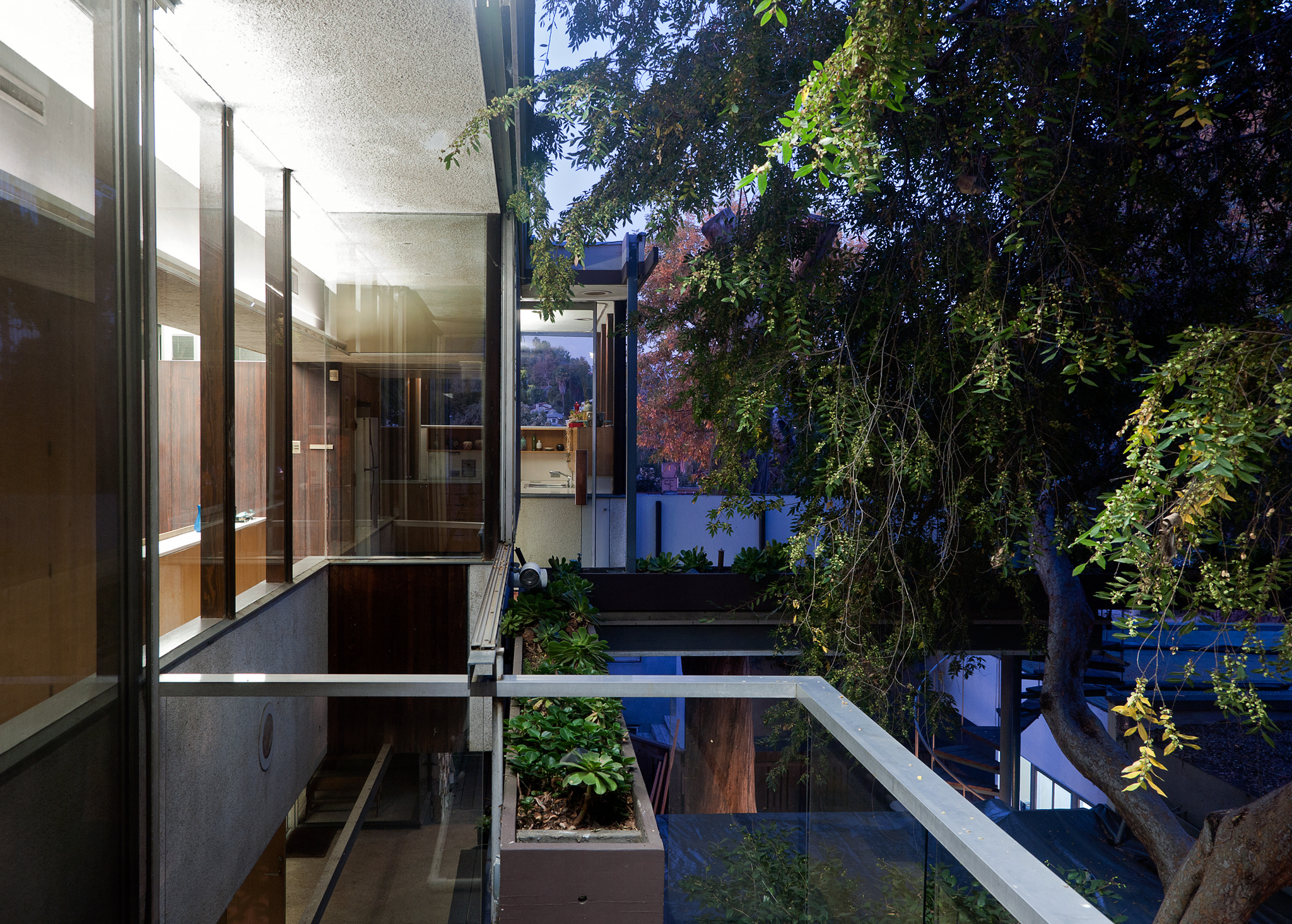

Cette maison californienne d'architecte de 200 m² (d'un étage à l'origine) est une des premières créations expérimentales d'avant-garde de sa carrière. Financé avec l'aide amicale de Cees van der Leeuw (en) (VDL, riche industriel néerlandais amateur d'art moderne et d’architecture), et inspiré entre autres de Kings Road House de 1922 et de Lovell House de 1927, il construit ce lieu d'expérimentation de conception sur le thème de « la lumière, de l'eau et de l'air » sur un terrain du bord du lac Silver Lake Reservoir (en) de Los Angeles, pour un budget de 10 000 dollars de l'époque, avec des petites pièces disposées autour d'un escalier ouvert, meubles design de sa conception, miroirs pour agrandir l'espace de vie, toit-terrasse, patio, jardins, et d'importantes baies vitrées avec vue sur la nature environnante (protectrice contre le soleil) et sur le lac voisin...

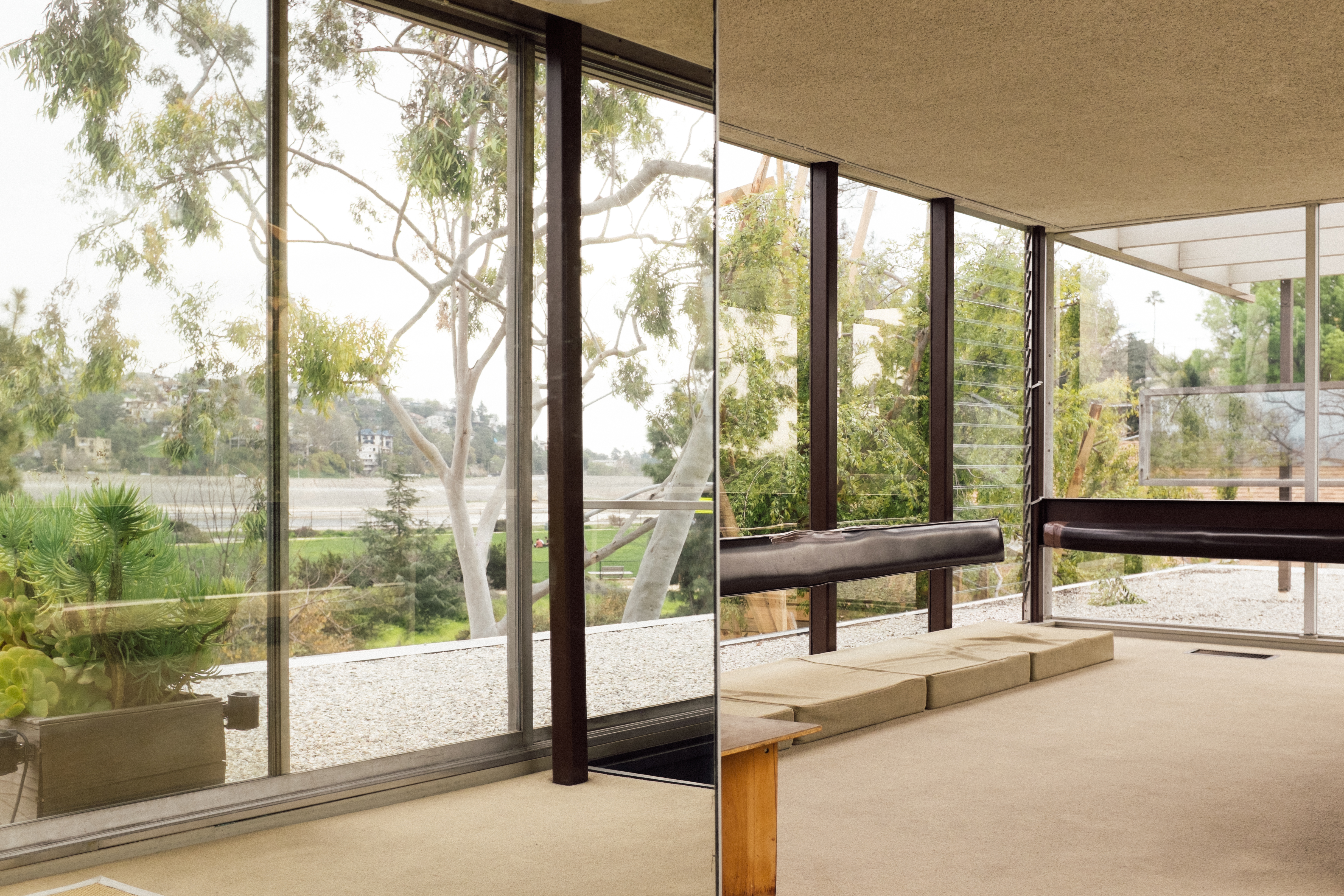
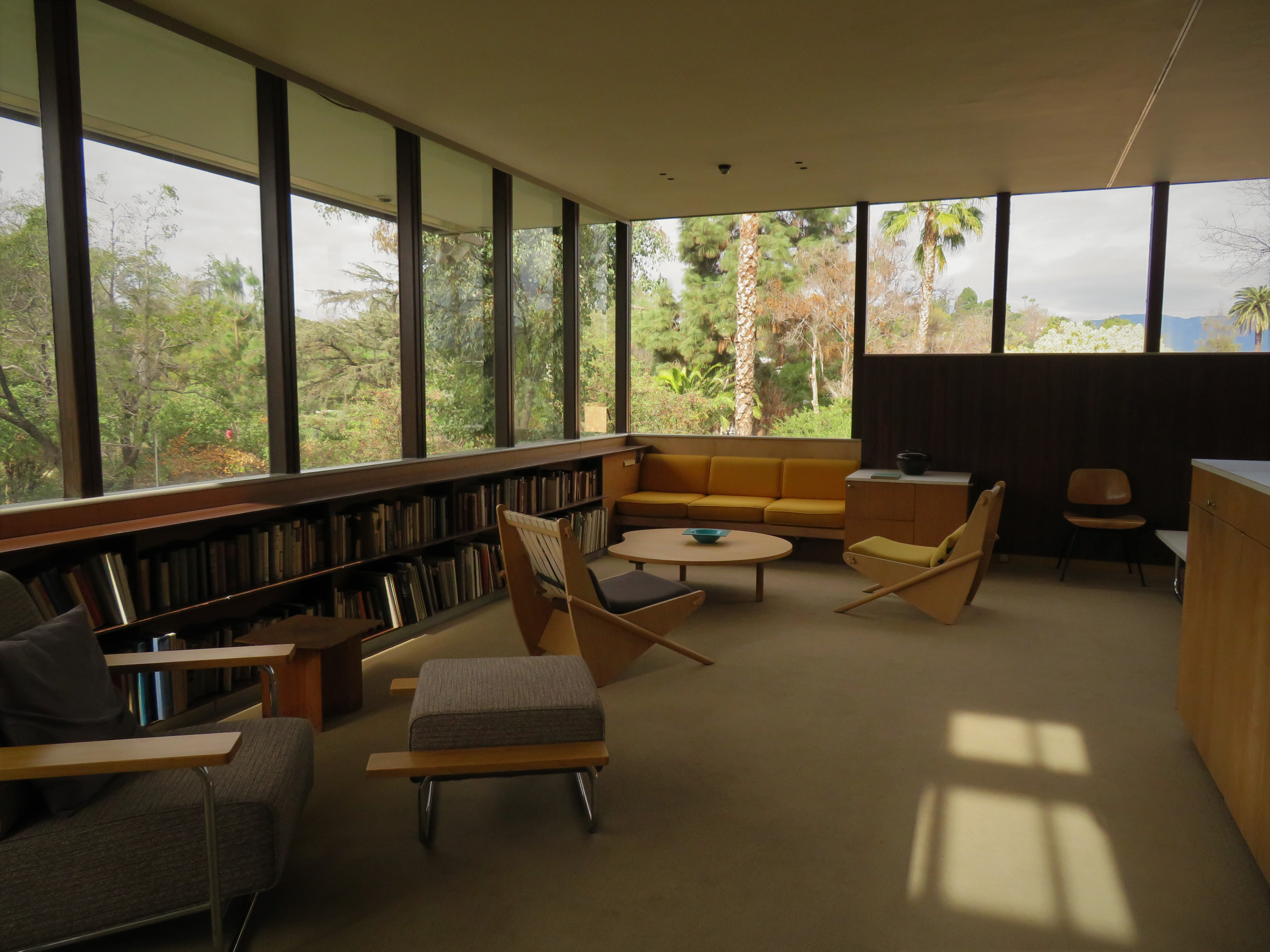
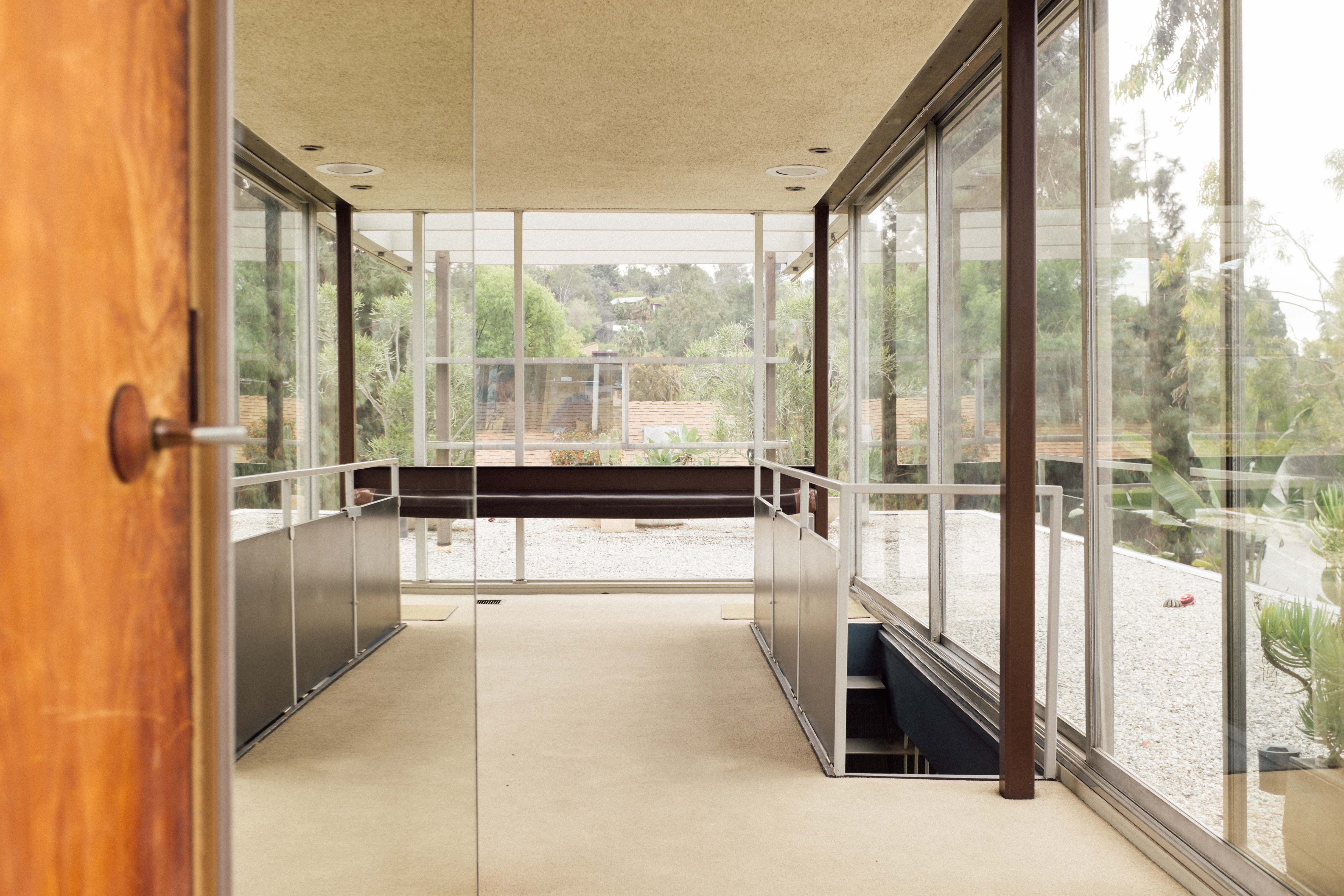

Il y vit jusqu’à la fin de sa vie avec son épouse Dione et leurs trois enfants, y installe son premier bureau d'études d’architecture (qu'il déménage plus tard au Neutra Office Building (en) sur Glendale Boulevard à quelques centaines de mètres plus loin) et y reçoit de nombreux invités, dont entre autres les architectes Frank Lloyd Wright, Alvar Aalto, Charles et Charles Eames..., et ses clients Josef von Sternberg (Von Sternberg House (en)), Edgar J. Kaufmann (en) (Kaufmann Desert House)... 

### Richard et Dion Neutra VDL Research House II
La maison d'origine et de nombreuses collections de documents et d'archives sont accidentellement détruits par un incendie en 1963. Il en reconstruit une version « Richard et Dion Neutra VDL Research House II » avec l'aide de son fils Dion Neutra (en), avec qui il s'associe en 1965 en cabinet d'architecte « Richard & Dion Neutra Architecture ». Le modèle d'origine est amélioré en particulier avec un système de persienne-claustra à lames motorisées adaptable automatiquement par capteur de luminosité, et d'un deuxième étage de style penthouse entièrement vitré sur le toit-terrasse (pour mieux profiter de la vue) entouré d'un bassin d'eau (l'eau du bassin est remplacée depuis par des graviers, après avoir causé d'importants dégâts des eaux sur la maison à la suite d'un défaut d'étanchéité). 

### Musée
À la suite de la disparition de son époux en 1970, Dione Neutra fait don de cette maison historique à restaurer en 1980 à l'Université d'État polytechnique de Californie à Pomona, dont la section Cal Poly Pomona College of Environmental Design (en) (ou Richard Neutra a été professeur) la restaure, l'étudie, et la fait visiter épisodiquement par ses étudiants en architecture.